# بينظير بوتو
بِينَظِير بُوتُو (بالسندية: بينظير ڀٽو وبالأردية: بے نظير بهٹو) (21 يونيو 1953 - 27 ديسمبر 2007) رئيسة وزراء باكستان مرتين وهي أول امرأة في بلد مسلم تشغل منصب رئيس الوزراء. سياسية باكستانية وابنة السياسي ورئيس باكستان السابق ذو الفقار علي بوتو. من مواليد مدينة كراتشي بإقليم السند. وهي أكبر أربعة أبناء لذو الفقار من زوجته الثانية نصرت إصفهاني (نصرت بوتو) الإيرانية. تلقت تعليمها في جامعتي هارفرد بالولايات المتحدة وأكسفورد ببريطانيا. عادت إلى باكستان قبل فترة قصيرة من الانقلاب الذي قاده ضياء الحق على والدها واعتُقلت ونُفيت مع أمها بعد ذلك، ثم عادت من جديد عام 1986م لتقود المعارضة. بعد وفاة ضياء الحق في حادث طائرة في أغسطس 1988م، أُجريت أول انتخابات تشريعية، ونجحت بينظير بالظفر بأغلبية ضئيلة، وشغلت منصب رئيس الوزراء لأول مرة في الأول من ديسمبر عام 1988م. وتولت بينظير بوتو هذا المنصب مرة ثانية بين عامي 1993 و1996، وفي الحالتين أقالها رئيس البلاد من منصبها بعد اتهامها بالفساد. وفي الانتخابات التالية في فبراير 1997م، مُني حزب بوتو بخسارة فادحة أمام عصبة باكستان الإسلامية بزعامة نواز شريف. وجّه مجموعة من المحامين السويسريين الاتهام لبوتو وزوجها بغسل الأموال في بنوك سويسرية في يونيو 1998م، وفي إبريل 1999م أدانتها محكمة في روالبندي بتهمة الفساد وحكمت عليها غيابيًا بالسجن خمسة أعوام ومنعتها من ممارسة العمل العام، فنفت نفسها إلى لندن ودفعت ببراءتها من هناك. بعد نقض الحُكم قضت المحكمة الباكستانية عليها بالسجن ثلاث سنوات. سنة 2002م صدر قرار بمنعها من دخول البلاد بسبب عدم حضورها للمحكمة، كما أقر الرئيس الباكستاني برويز مشرف تشريع جديد بتحديد عدد مرات الترشح لرئاسة الوزراء إلى مرتين ليغلق باب الترشح أمامها. أصدر مشرف عفوًا رئاسيًا عام 2007م شمل بينظير بوتو في إطار اتفاق على تقاسم السلطة، وقررت بينظير العودة لأرض الوطن وخوض الانتخابات التشريعية المقررة رغم كل التحذيرات التي تلقتها. وعند عودتها إلى باكستان يوم 18 أكتوبر 2007م، استهدف موكبها تفجيران انتحاريان في كراتشي بعد منتصف ليل يوم 19 أكتوبر عام 2007م أدى إلى مقتل 125 شخص، لكن بينظير لم تصب بسوء. وفي 27 ديسمبر من العام نفسه نجحت محاولة جديدة في اغتيالها بعد خروج بينظير من مؤتمر انتخابي لمناصريها في روالبندي.

## نشأتها

### تعليمها
وصلت بينظير إلى الولايات المتحدة عام 1967م، وهناك التحقت بجامعة هارفارد لتدرس العلوم السياسية ونظم الحكم. كان التحاق بوتو بهارفارد في أوقات سياسية واجتماعية عصيبة في الولايات المتحدة الأمريكية، حيث انضمت إلى المعارضين للحرب على فيتنام، وعلى الرغم من اهتماماتها السياسية الواسعة فإنها كانت تستمع إلى المطربة كارلي سيمون وتحضر مباريات كرة السلة والهوكي. عند وصولها إلى هارفارد كانت لا تزال ترتدي الزي الباكستاني التقليدي وتحكي لأصدقائها عن إجازاتها التي كانت تقضيها بصحبة والدها مع رؤساء العالم مثل الزعيم الصيني ماو تسي تونج. وخلال سنواتها الأربع في هارفارد كانت بينظير معروفة باسم بينكي (Pinkie) أي وردية اللون وذلك دلالة على الخجل. كانت بينظير تعترف في أحاديثها الصحفية والتليفزيونية بأن الفترة التي قضتها في جامعة هارفارد كانت المرحلة التي شهدت نضجها السياسي ونمو الوعي لديها وإيمانها الكامل بالديمقراطية. وتقول عن هارفارد
| بينظير بوتو | الولايات المتحدة هي المكان الذي تعلمت فيه الديمقراطية وأمضيت به أسعد أربع سنوات في حياتي، فأنا أحيانًا أغلق عيني وأتخيل أشجار هارفارد الصفراء في الخريف، وهذه السجادة الناعمة البيضاء من الثلج في الشتاء، والحشائش الخضراء التي كنا نلعب عليها في الربيع.. في هارفارد كانت أولى خطوات الحياة التي أعتمد فيها على نفسي، أتذكر جيدًا كيف حسبت اتجاه مكة المكرمة حتى أعرف في أي اتجاه أصلي هناك. | بينظير بوتو |

لم تنقطع صلة بينظير بهارفارد بعد تخرجها، حيث تبرعت بمبلغ 300 ألف دولار عام 1995 لمركز الدراسات الإسلامية في كلية الحقوق بجامعة هارفارد للمساعدة في البحوث والمؤتمرات المتعلقة بباكستان والمساعدة الاقتصادية للطلبة الباكستانيين هناك. ورغم حب بينظير الشديد لهارفارد كان والدها يُفضل انتقالها إلى أوكسفورد وقد كان عام 1973م.
كان لبينظير في أوكسفورد علامة مهمة في تاريخ الجامعة حيث كانت أول سيدة آسيوية تحتل منصب رئيس اتحاد الطلاب المنتخب، جاذبة بذلك وقتها وسائل الإعلام العالمية والمحلية، وقد قضت بينظير في أوكسفورد أربع سنوات من 1973م، إلى 1977م بعد دراستها في هارفارد. تقول بينظير عن رئاستها لاتحاد الطلبة في أوكسفورد «كان اتحاد الطلبة في أوكسفورد الذي أُسس عام 1823م يُنظر إليه كبوابة أولى لسياسيي المستقبل، وأنا شخصيًا لم تكن لدي النية أن أكون سياسية في ذلك الوقت لأنني عرفت كم يدفع السياسي ثمنًا للحياة مع السياسة، لكنني قررت دخول اتحاد الطلبة في أوكسفورد لإرضاء والدي وإسعاده». وكانت بينظير قد ترشحت لاتحاد الطلبة في أوكسفورد عدة مرات قبلها لكن هذا العام فازت، وكانت أكثر حملاتها الانتخابية نجاحًا حسب تعبيرها عام 1976م.

### إعدام والدها
يوم 1 من إبريل عام 1976م عيّن ذو الفقار علي بوتو، رئيس باكستان ومحمد ضياء الحق قائداً للقوات العسكرية متجاوزًا بذلك خمسة قادة أقدم منه في الرتبة؛ وذلك بسبب ثقة ذو الفقار في ضياء الحق واطمئنانه إليه حيث لم يكن له أية ميول سياسية، ولم يكن بوتو يريد تعيين قائدًا للقوات المسلحة يُشكل أي تهديد له، فوقع اختياره على ضياء الحق المعروف بالبساطة والقناعة. بعد ذلك بفترة قصيرة شهدت باكستان حالة من الفوضى والاضطراب، وزادت حدة المعارضة -خصوصًا الإسلامية - ضد الرئيس بوتو الذي نكل بخصومه الذين انتقدوا توجهاته العلمانية، وزادت حدة الاضطرابات في باكستان وتدهور الوضع السياسي، وسقط حوالي 350 قتيلًا وآلاف الجرحى من جراء العنف. دعا الرئيس بوتو الجيش إلى التدخل لمواجهة أعمال العنف، وقمع المظاهرات وتأييد نظامه، إلا أن بعض ضباط الجيش - خصوصًا القادمين من إقليم البنغال - رفضوا قمع المظاهرات واستغل ضياء الحق هذه الفرصة للقيام بانقلاب عسكري ضد الرئيس بوتو في 5 يوليو 1977م، وأعلن أن الجيش قام لوضع حد لحالة التدهور التي تجتاح البلاد وعجز بوتو عن حلها وخشية إقحام الجيش في السياسة واستخدامه في قمع المتظاهرين. وفي الخامس من يوليو قام ضياء الحق بانقلاب أبيض أطاح فيه بحكومة ذو الفقار علي بوتو وفرض الأحكام العرفية في البلاد، وقاد الانقلاب ضد حكومة حزب الشعب الاشتراكي الحاكم وسجن زعيمه ذو الفقار علي بوتو بتهمة قتل مفتي محمود، ثم حكمت عليه المحكمة بالإعدام. لم يقبل ضياء الحق طلبات ونداءات دولية عديدة لتخفيف الحكم، وأُعدم ذو الفقار علي بوتو شنقًا في سجن روالبندي يوم 4 إبريل 1979م.
في السادسة من صباح يوم 3 إبريل 1979م، توجه عسكري من سجن روالبندي المركزي حيث انتقل ذو الفُقار علي بوتو إلى المُعتقل القريب حيث وضعت زوجته نصرت بوتو، وابنته بينظير بوتو في زنزانة واحدة، ويطلب العسكري من الزوجة والابنة ضرورة التوجه إلى زنزانة الأب في حينها للأهمية. كانت كل من بينظير وأمها تعرفان معنى تلك الزيارة، ونجحت بينظير في إعداد خطة لتهريب خطابًا إلى إحدى صديقاتها سرًا من داخل زنزانتها بالمعتقل، قالت فيه إن أباها سوف يُعدم غدًا صباحًا، وطلبت من صديقتها إرسال الخبر إلى الصحافة العالمية حتى تقلب الرأي العام على ضياء الحق، وادعت أنها مريضة ولن تستطيع زيارة والدها اليوم، وطلبت تأجيل الزيارة إلى الغد. وبالفعل أذاعت الإذاعة البريطانية الخبر وأشارت أن مصدره هو «بينظير» ابنة الزعيم المخلوع وذكرت الإذاعة أن بينظر قالت في خطابها إنه رغم النداءات العالمية التي وجهها رؤساء وملوك العالم إلى ضياء الحق ترجوه ألا يُنفذ حكم الإعدام في ذو الفقار علي بوتو، فقد قرر أن يتحدى العالم ويعدم أباها.
في صباح اليوم التالي وبعد إذاعة الخبر وجدت بينظير العسكري أمامها يطلب منها ومن أمها ضرورة القيام بالزيارة اليوم، وبالفعل التقت الزوجة والابنة به في زنزانة لمدة 30 دقيقة فقط - وكانت هي المدة المحددة لتلك الزيارة - وبعدها طلب منها الحرس توديعه من خلف باب الزنزانة فصرخت في وجوههم تطلب منهم فتح الأبواب لتُقبله وتودعه، لكن صيحاتها ذهبت هباء فلم يستجب أحد. وأُعدم ذو الفقار علي بوتو الزعيم الباكستاني ومؤسس حزب الشعب الباكستاني عام 1967م بإرادة ضياء الحق صباح يوم 4 إبريل 1979م.

## حكم ضياء الحق
أيد الإسلاميون ضياء الحق في أول الأمر، وشاركوا في أول وزارة بعد الانقلاب، فتسلم وزارة الإعلام أحد أعضاء الجماعة الإسلامية، وكان «طُفيل محمد» أمير الجماعة الإسلامية، وهو خال ضياء الحق وعلى صلة وثيقة به، وبعدها تغيرت هذه العلاقة عندما قوي نظام ضياء الحق. بعد الإطاحة بنظام بوتو أعلن ضياء الحق الأحكام العرفية، وأصبح رئيسًا للبلاد تحت الحكم العرفي، ووعد بإجراء انتخابات جديدة في غضون ثلاثة أشهر.
بعد ذلك أفرج ضياء الحق عن بوتو، وأكد أنه يُمكنه الترشح للانتخابات الرئاسية المقرر إجراؤها في أكتوبر 1977م، ولكن بعد أن أصبح واضحًا أن شعبية بوتو كفيلة بإنجاحه هو وحزبه في الانتخابات، واحتمال عودته للسلطة، أجّل ضياء الحق الانتخابات وبدأت التحقيقات مع كبار قادة حزب الشعب الباكستاني، ومنهم ذو الفقار علي بوتو، وأُدين على إثرها بوتو وحُكم عليه بالإعدام لمؤامرة زعم أنه دبرها لاغتيال سياسي معارض هو مفتي محمود، وعلى الرغم من النداءات الدولية التي أُطلقت في العالم كله للعفو عنه، فإن ضياء الحق نفذ فيه الإعدام في إبريل 1979م.
بعدها تولى ضياء الحق رئاسة باكستان، ودعا إلى الانتخابات في نوفمبر، ومع ذلك - خوفًا من النصر الذي يمكن لحزب الشعب تحقيقه حظر ضياء الحق النشاط السياسي في شهر أكتوبر 1979م، وأجّل الانتخابات الوطنية. وفي عام 1980م، قامت معظم أحزاب الوسط واليسار بقيادة حزب الشعب وشكلت (الحركة الوطنية من أجل استعادة الديمقراطية)للمطالبة باستقالة ضياء الحق، وإنهاء الأحكام العرفية، وإجراء انتخابات جديدة، واستعادة مواد الدستور التي ألغاها. وفي أوائل ديسمبر عام 1984م أعلن الرئيس ضياء الحق استفتاء وطنيًا على برنامجه الإسلامي فيما أسماه بأسلمة الدولة، وقاطعت الحركة الوطنية هذه الانتخابات ومعها عدد من الأحزاب، وأعلنت الحكومة وقتها مشاركة 63% من الشعب الباكستاني في الاستفتاء وموافقة أكثر من 90% منهم، وتساءل كثير من المراقبين عن صحة هذه الأرقام.
عرضت واشنطن على ضياء الحق شراء بعض الدبابات الأمريكية، وأحضرت بعضها إلى باكستان لرؤيتها ومعرفة مزاياها القتالية على الطبيعة، وتحدد يوم 17 من أغسطس 1988م موعدًا لاختبار هذه الدبابات، فخرج ضياء الحق وبعض من كبار قادته يرافقهم السفير الأمريكي في باكستان أرنولد رافاييل والجنرال الأمريكي هربرت واسوم وكانت الرحلة في منتهى السرية. وبعد معاينة الدبابات، انتقل الرئيس ومرافقوه إلى مطار بهاوالبور لينتقلوا منه إلى مطار روالبندي واستقلوا طائرة هليكوبتر عسكرية خاصة، وما أن أقلعت الطائرة حتى سقطت محترقة بعدما انفجرت قنبلة بها، وتناثرت أشلاء الجميع مُحترقة. ويُعتقد أن الانفجار مصدره صندوق به هدية من ثمار المانجو مقدمة هدية إلى ضياء الحق الذي كان يحب هذه الفاكهة.
في 17 أغسطس 1988م، تحطمت الطائرة العسكرية التي كانت تُقل ضياء الحق والسفير الأمريكي وقائدًا آخر بالجيش الأمريكي، و28 من الضباط العسكريين بالجيش الباكستاني، ووفقًا للدستور فإن رئيس مجلس الشيوخ غلام إسحق خان أصبح رئيسًا لباكستان بالنيابة، وأعلن أن الانتخابات المقرر إجراءها في نوفمبر 1988م سوف تجري في موعدها. وبالنسبة لبوتو فقد استطاعت في أول انتخابات عامة تجري منذ أكثر من 10 سنوات أن تحصد أكبر نسبة مقاعد في الجمعية الوطنية، وهو ما خولها لتتزعم حكومة ائتلافية في 1 ديسمبر 1988م، وبذلك أصبحت أصغر امرأة (35 عامًا)، وأول امرأة ترأس حكومة دولة إسلامية في العصر الحديث، وأول رئيسة وزراء تلد وهي في الحكم.

## رئاسة الوزراء

### انتخابات 1988

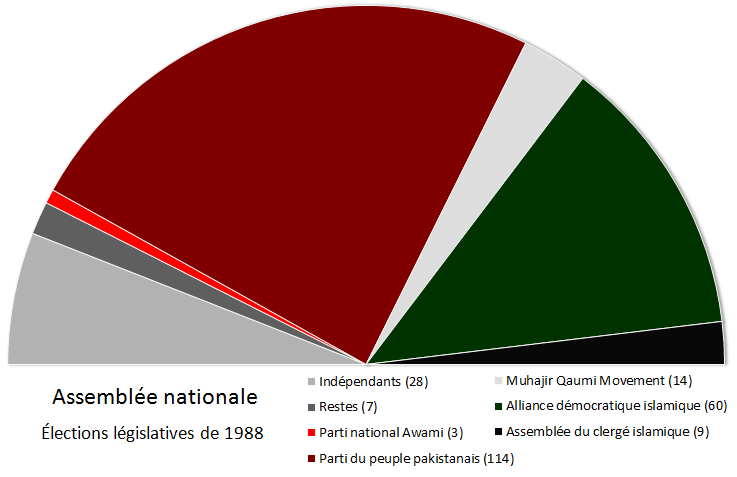
مخطط بالفرنسية يوضح نسبة تمثيل الأحزاب في البرلمان الباكستاني بعد انتخابات 1988م

في يوم 29 مايو 1988م حل الرئيس الباكستاني محمد ضياء الحق المجلس الوطني المنتخب عام 1985م، وبذلك أقال رئيس الوزراء ومعه وزرائه مؤكدًا على أن «الإدارة كانت فاسدة وليس بها كفاءة». وحدد الرئيس موعد الانتخابات الجديدة ليكون 20 يوليو 1988م وأن الانتخابات ستسير على أساس غير حزبي. بعد وفاة ضياء الحق في حادث طائرة في طريقه عائدًا إلى قاعدة باهاوالبور أصبح رئيس مجلس الشيوخ غلام إسحق خان، رئيسًا انتقاليًا لباكستان كما ينص الدستور. وخلال فترة الدعاية للانتخابات البرلمانية لعام 1988م وُلد أول أبناء بينظير بيلاوال بوتو يوم 21 سبتمبر 1988م. يوم 29 سبتمبر ونتيجة لهجمات مستمرة أسفرت عن 240 قتيل في كراتشي وحيدر أباد تعطلت الحملة. في يوم 5 أكتوبر وبعد أن رفعت بينظير شكوى للمحكمة الدستورية العليا قضت المحكمة بإلغاء المرسوم الذي أصدره ضياء الحق بإقصاء أحزاب سياسية من أي انتخابات قادمة. في سبتمبر عام 1988م، كان الحزب الإسلامي الحاكم في باكستان قد تقسم إلى حزبين سياسيين أحدهما مؤيد لضياء الحق والآخر ضده بقيادة ، وقد تحالف الحزبان مع سبعة أحزاب أخرى لتكوين (التحالف الديمقراطي الإسلامي). في نفس الوقت عُدل القانون الانتخابي لينص على ضرورة تقديم كل ناخب بطاقة هوية لتسجيله في قوائم الناخبين، ورأت بينظير بوتو هذا التعديل أنه لتقليل ناخبيها، فحسب ما ذكرت، نسبة السيدات الحاملات لبطاقة هوية خارج المدن أقل من 5% والرجال أقل من 30%، وقدمت بينظير دعوى لإبطال هذا القانون دستوريًا كان مصيرها الفشل. واستمرت بينظير في التنقل بين كراتشي وروالبندي لمدة شهر بالقطار قبل بدء الانتخابات.
وفي يوم 16 نوفمبر 1988م، في أول انتخابات مفتوحة منذ أكثر من 10 سنوات، فاز حزب بينظير، حزب الشعب الباكستاني فوزًا ساحقًا بعدد 114 مقعد في البرلمان مقابل 60 مقعد فقط للتحالف الديمقراطي الإسلامي. ذهبت بينظير للتصويت يوم 16 نوفمبر في دائرتها في لاركانا وبعدها ذهبت للدعاء عند قبر والدها، وكانت بينظير مُرشحة لتمثيل 3 مدن هي كراتشي ولاهور ولاركانا. وترشحت والدة بينظير نُصرت بوتو أيضًا لدائرتين انتخابيتين. ويوم 19 نوفمبر فاز حزب الشعب الباكستاني بانتخابات المجالس المحلية الباكستانية حاصلًا على 184 مقعد مقابل 145 للتحالف الديمقراطي الإسلامي وفي النهاية كون حزب الشعب تحالفًا مع الحركة القومية المتحدة ليكون لذلك التحالف الأغلبية المطلقة في المجلس الوطني.

### الفترة الأولى 1988م - 1990م
على الرغم من فوزها بالأغلبية في المجلس الوطني الباكستاني فإن الرئيس الانتقالي غلام إسحق خان لم يُكلفها بتشكيل الحكومة، ودخل الاثنان في صراع. وفي النهاية وصلا إلى حل وسط، وهو أن يُكلف غلام إسحق خان بينظير الحكومة، في مُقابل أن يُعط حزب الشعب صوته لإسحق خان في انتخابات الرئاسة. حلفت بينظير القسم الدستوري رئيسة للحكومة الائتلافية يوم 2 ديسمبر 1988م وعمرها 35 عام وأصبحت أصغر حاكمة مُنتخبة وأول رئيسة حكومة في دولة مسلمة. وفي نفس الشهر، انتُخب الرئيس المؤقت غلام إسحق خان عن طريق المجلس الوطني ومجلس الشيوخ وأربعة مجالس محلية ليكون رئيسًا للجمهورية. وحصل على 608 أصوات من 700 صوت في هذه المجموعة. تمتع الرئيس إسحق خان بالتعديلات الدستورية التي أجراها ضياء الحق والتي أعطت سلطات واسعة للرئيس.

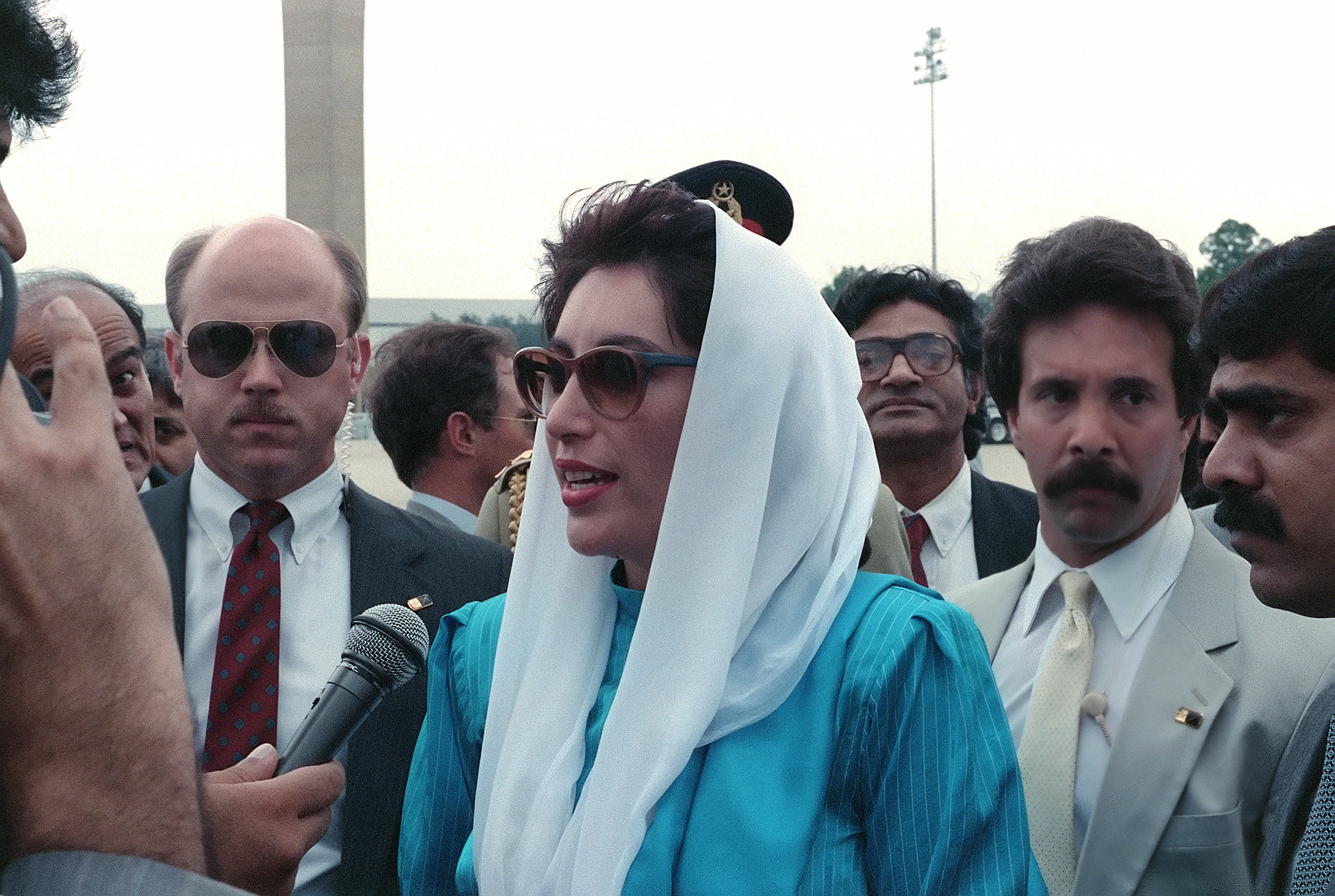
بينظير بوتو في زيارتها لواشنطن عام 1989م

التقت بينظير بوتو بالرئيس بوش الأب في واشنطن يونية 1989م، وفي مذكراتها ذكرت بينظير أنها لم تتلق أي دعم من القوى الغربية ذلك العام. وفي نفس العام حصلت بينظير على جائزة الليبرالية الدولية، وهي جائزة تُمنح لأي فرد أو مؤسسة بذلت جهودًا لتعزيز الحرية والديمقراطية.
وقد شهدت فترة حكمها أيضًا زيادة الأحزاب الراديكالية والحركات التي حققت نتائج بارزة في الانتخابات التشريعية عام 1990م.
حكومة بوتو قادت أيضًا سياسة خصخصة لمؤسسات كبيرة في الدولة، ودخلت السياسة حيز التنفيذ في إبريل عام 1989م، ولكن النتيجة كانت أقرب للفشل. الاستثمارات الخاصة لم تكن كافية وبالتالي عارض المسئولون تلك السياسة. وبالتالي توقفت خطة إصلاح الخدمات التي اعتزمتها بوتو من خلال خصخصة بعض المؤسسات الخدمية مثل الخطوط الجوية الباكستانية الدولية والمحلية، ويُرجع بعض المحللون هذا الفشل إلى نقص الشمولية في خطة الخصخصة الموضوعة إلى جانب عدم وجود إرادة حقيقية للإصلاح في الشركات المتعلقة حتى تكون محط جذب المزيد من المستثمرين. حكومة نواز شريف التالية لها في عام 1990م بدأت خطة خصخصة إصلاحية أيضًا حققت أهدافها بفعالية أكثر.
بلغ الخلاف بين رئيسة الوزراء ورئيس الجمهورية مداه عام 1990م. ومن أسباب الخلاف كان تعيين قيادات عسكرية ورئيس المحكمة العليا. بعد عشرين شهر من تولي بوتو منصبها حل الرئيس الباكستاني غلام إسحق خان المجلس الوطني وأقالها ودعا لانتخابات جديدة، وبعدها حل المجالس المحلية أيضًا. كان السبب الرسمي المُعلن لحل المجلس والإقالة هو تُهم الفساد وسوء استخدام السلطة الموجهة إلى بوتو في أغسطس 1990، وقد مثلت أمام المحاكم الخاصة في الفترة ما بين سبتمبر 1990م ومايو 1991م بتهمة سوء استخدام السلطة وسوء إدارة المال العام، وظهرت براءتها منها عام 1994م، واعتقل زوجها آصف علي زارداري أيضًا منذ 1990م حتى أُطلق سراحه عام 1993م.

### الفترة الثانية 1993م - 1996م
في 20 أكتوبر 1993م انتخب المجلس الوطني بينظير بوتو رئيسة للوزراء بعدد 121 صوت مقابل 72 صوت لنواز شريف. وبذلك تخطت بوتو الأصوات اللازمة لتصل للأغلبية المطلقة بصوتين. وبذلك كُلفت برئاسة حكومة ائتلافية هشة تتكون من عدة أحزاب صغيرة أهم أعضاءها محمد خان جونيجو من الرابطة الإسلامية الممثلة بستة مقاعد في البرلمان. بعد تكليف بينظير بوتو بالوزارة يوم 20 أكتوبر 1993، كان من المقرر إجراء انتخابات رئاسة الجمهورية يوم 13 نوفمبر القادم. ومُعارضةً لترشُح الرئيس الانتقالي رشح حزب الشعب الباكستاني فاروق ليجاري عضو الحزب أمامه، وفاز ليغاري بأصوات بلغت 274 أمام 168 لسجاد. ليجاري على عكس خان، لم تكن له أية خلفية سياسية، ولا أية خبرة في إدارة الحكومات، ولم تكن لديه خلفية عن علاقة الجيش بالمدنيين، وكان ليجاري رئيسًا صوريًا، أو دمية رئيس حيث كانت القيادة الكاملة للقوات المسلحة في يد بوتو.

## رحلة المنفى
تم متابعة بينظير بو تو وزوجها زداري قضائيا وحكم عليهما بتهم تلقي رشاوي. ظلت بعدها في المنفى ما بين المملكة المتحدة والإمارات. سنة 2002، صدر قرار ضدها بمنعها من دخول البلاد بسبب عدم حضورها إلى المحكمة. كما أُقر بنفس السنة، بطلب من الرئيس الباكستاني برفيز مشرف، تشريع بتحديد عدد المرات المسموح بها لتولي منصب رئيس الوزراء إلى إثنتين (2) مما يحول دون عودتها لاعتلاء المنصب.

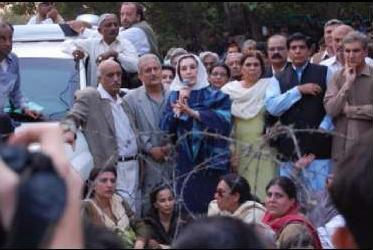
بوتو تتحدث إلى مناصريها أثناء الإقامة الجبرية المفروضه عليها

بعد العفو الذي أصدره برفيز مشرف والذي شمل بينظير، في إطار اتفاق على تقاسم السلطة، قررت بينظير العودة إلى أرض الوطن وخوض الانتخابات التشريعية المقررة رغم كل التحذيرات التي تلقتها.
لدى عودتها إلى باكستان يوم 18 أكتوبر 2007 استهدف موكبها ومناصريها بتفجيرين انتحاريين في كراتشي في الساعة 00:52 بعد منتصف الليل يوم 19 أكتوبر 2007 أدى إلى مقتل أكثر من 125 شخصاً لكن بنزير لم تصب بسوء.

## الاغتيال

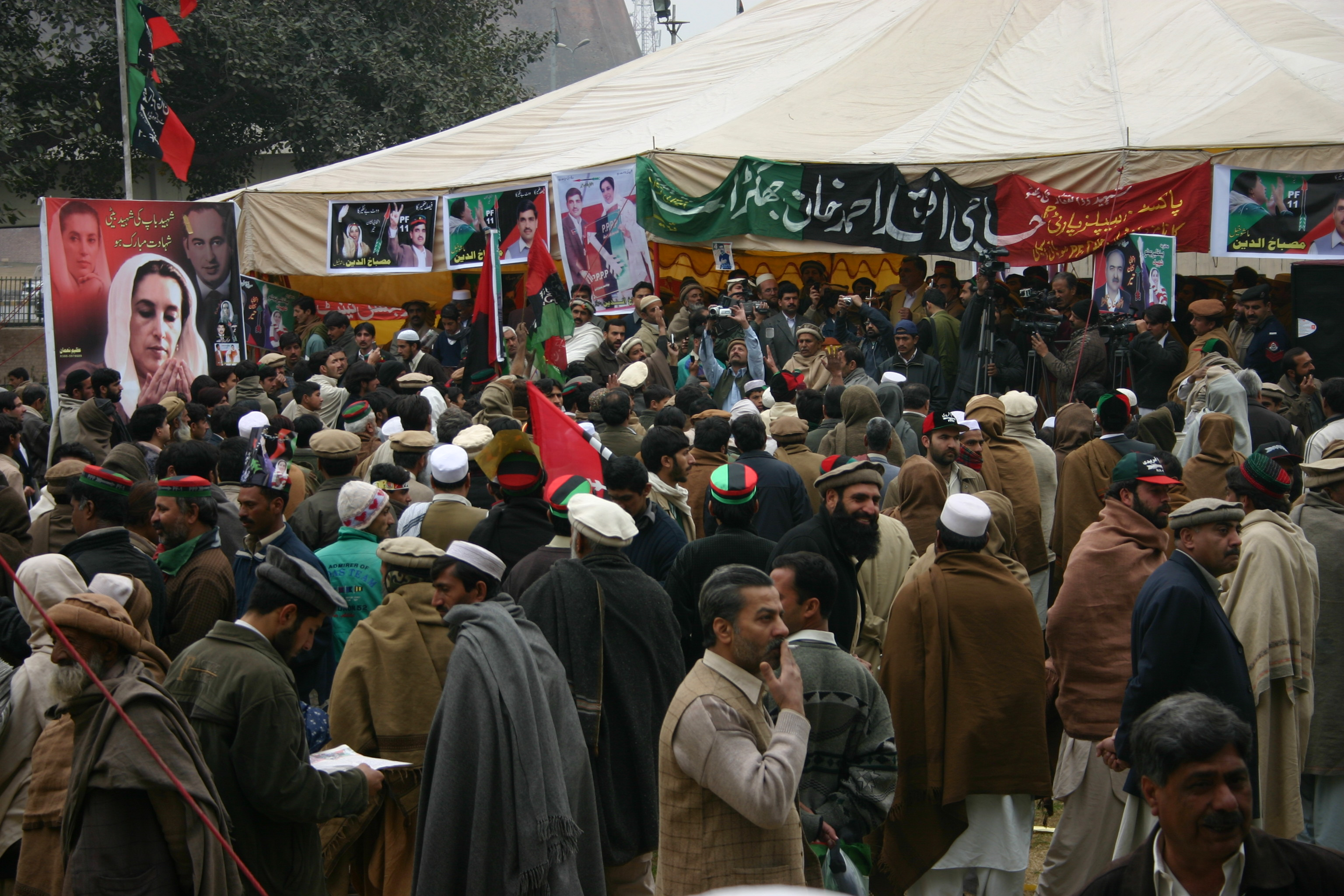
انتخاب بوتو

يوم الخميس الموافق 27 ديسمبر 2007 بعد خروجها من مؤتمر انتخابي لمناصريها، وقفت في فتحة سقف سيارتها لتحية الجماهير المحتشدة، أُطلق عليها النار وقتلت «برصاص في العنق والصدر»، تبعها عملية تفجير قام بها انتحاري يبعد عنها 25 مترا. قد هزّ الانفجار المنطقة التي كان يمرّ بها موكبها في مدينة روالبندي. أعلن وقتها أنّها غادرت الموكب، ثم أعلن زوجها لمحطات محلية «إنّها أصيبت بجروح بالغة»، ثم أضافت مصادر من حزبها أنها «تخضع لعملية جراحية عاجلة». ليعاد بعد عشرين دقيقة إعلان وفاتها. حيث روت التقارير الأولية «أصابتها برصاصة برأسها وأخرى بعنقها».
أما رواية السلطات الرسمية الباكستانية، فتتحدث عن وفاة «جراء ارتطام رأسها بسقف السيارة المصفحة التي كانت تركبها».

## وصلات خارجية
- بينظير بوتو على موقع IMDb (الإنجليزية)
- بينظير بوتو على موقع الموسوعة البريطانية (الإنجليزية)
- بينظير بوتو على موقع مونزينجر (الألمانية)
- بينظير بوتو على موقع ميوزك برينز (الإنجليزية)
- بينظير بوتو على موقع إن إن دي بي (الإنجليزية)
- بينظير بوتو على موقع قاعدة بيانات الفيلم (الإنجليزية)
- بينظير بوتو على موقع كينوبويسك (الروسية)
- الموقع الرسمي لبينظير بوتو
- فيديو على يوتيوب يُظهر لحظة اغتيال بينظير بوتو
- بينظير بوتو، على موقع باكستان بالعربية.